# Mid-Atlantische Rug
De Mid-Atlantische Rug of Midden-Atlantische Rug is een grotendeels onder water liggende bergketen in de Atlantische Oceaan. De rug strekt zich uit van 87°N (zo'n 330 km van de noordpool) tot het eiland Bouvet op 54°Z niet ver van Antarctica. Daarmee is het de langste bergketen ter wereld. Op sommige plekken komt de rug boven water uit in de vorm van eilandjes.

## Ontdekking en onderzoeksgeschiedenis
Het bestaan van een rug in het midden van de Atlantische Oceaan werd voor het eerst voorspeld door Matthew Fontaine Maury rond 1850. De rug werd ontdekt in 1872 tijdens de expeditie van de HMS Challenger onder commando van kapitein George Strong Nares. Een team geleerden aan boord onder leiding van Charles Wyville Thomson deed echoloodmetingen en ontdekte dat in het midden van de oceaan een hoge rug lag. In de Tweede Wereldoorlog kwam vanwege het strategisch nut het oceanografisch onderzoek in een stroomversnelling. In de jaren 50 van de twintigste eeuw werden een aantal opmerkelijke ontdekkingen gedaan: de vreemde bathymetrie van kloven en ruggen werd door Bruce Heezen en Maurice Ewing beschreven, Heezen ontdekte samen met Marie Tharp en gelijktijdig met Maurice Hill dat de centrale kloof op de rug seismisch actief is en het epicentrum van veel aardbevingen vormt. Deze ontdekkingen zouden leiden tot de theorie van oceanische spreiding en de acceptatie van Alfred Wegeners theorie van continentendrift.

## Platentektonische verklaring
De Mid-Atlantische Rug is een mid-oceanische rug, die in de platentektoniek als een divergente plaatgrens wordt gezien. Mid-oceanische ruggen zijn plekken waar twee tektonische platen uit elkaar bewegen, waardoor de asthenosfeer omhoog komt. Dit veroorzaakt vulkanisme en een grotere warmtestroom, waardoor de mid-oceanische ruggen langgerekte verhogingen in de zeebodem vormen, die wel als bergketens worden gezien, hoewel ze geologisch gezien weinig overeenkomsten met gebergtes hebben. Bij de ruggen wordt nieuwe oceanische korst gevormd.

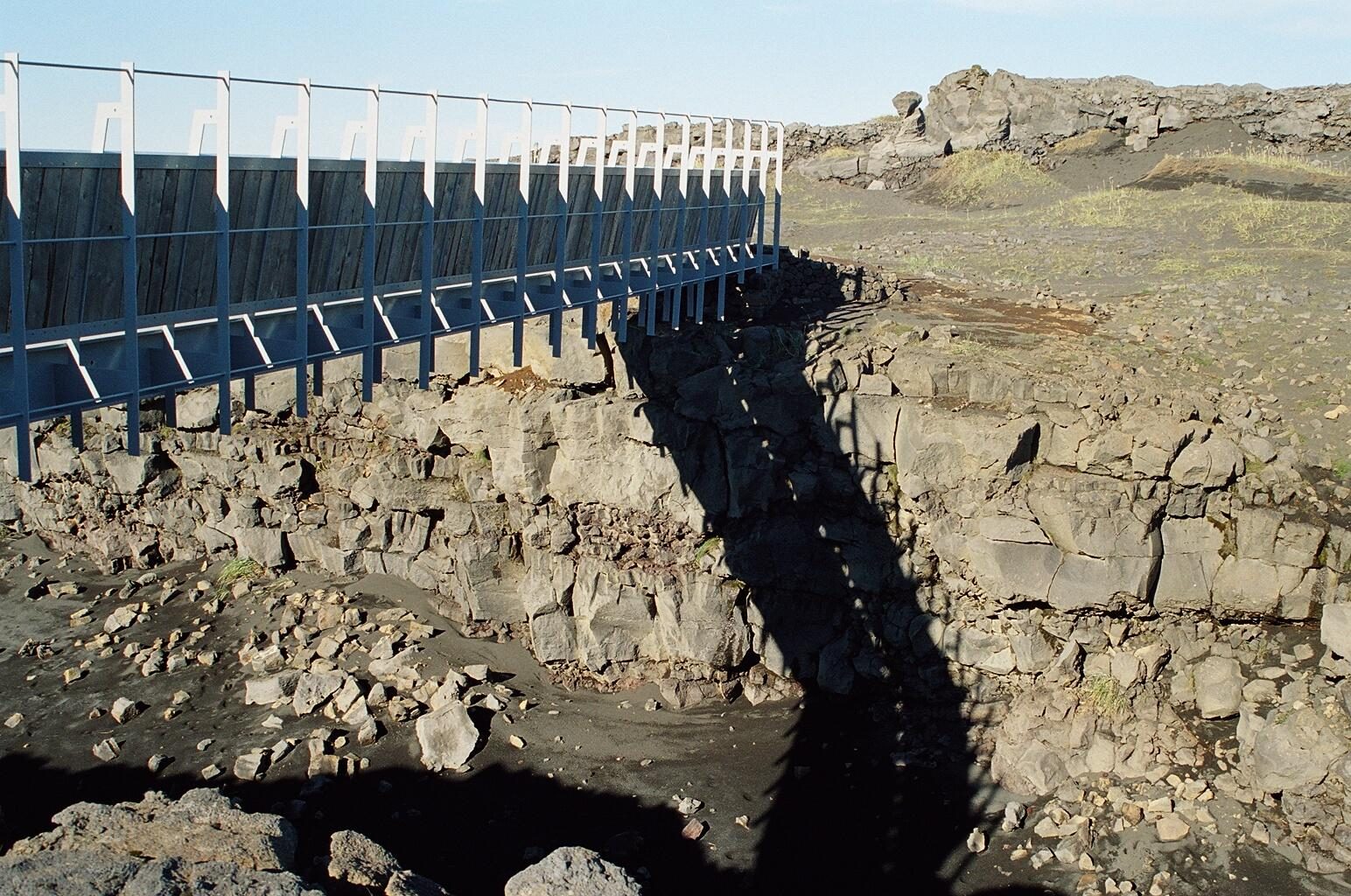
Een brug verbindt de beide zijden van de breuk die de Europese van de Noord-Amerikaanse plaat scheidt op Reykjanes, IJsland.

## Eilanden op de Mid-Atlantische Rug
Hoewel op sommige plaatsen vulkanische eilanden boven water uitsteken, is IJsland de enige plek waar de scheiding tussen de tektonische platen boven water ligt.
Een aantal eilanden en eilandgroepen die in de buurt of op de rug liggen zijn, gerangschikt van noord naar zuid:
- Jan Mayen in de Noordelijke IJszee (hoogste punt: Beerenberg, 2277 meter, 71°06'N, 08°12'W)
- IJsland (hoogste punt: Hvannadalshnúkur onder de gletsjer Vatnajökull, 2110 meter, 64°01'N, 16°41'W)
- Azoren (hoogste punt: Ponta do Pico op het eiland Pico, 2351 meter, 38°28'N, 28°24'W)
- Sint-Pieter-en-Sint-Paulusrotsen (hoogste punt: Zuidwestelijke Rots, 22,5 meter, 00°55'N 29°20'W)
- Ascension (hoogste punt: Green Mountain, 859 meter, 07°59'Z, 14°25'W)
- Tristan da Cunha (hoogste punt: Queen Mary's Peak, 2062 meter, 37°05'Z, 12°17'W)
- Gough (hoogste punt: Edinburgh Peak, 909 meter, 40°20'Z, 10°00'W)
- Bouvet (hoogste punt: Olavtoppen, 780 meter, 54°24'Z, 03°21'O)

## Afmetingen van de Mid-Atlantische Rug
De Mid-Atlantische Rug scheidt de Afrikaanse en Euraziatische Platen in het oosten van de Noord-Amerikaanse en Zuid-Amerikaanse Platen in het westen.
In het zuiden komt de Mid-Atlantische Rug uit op de Atlantisch-Indische Rug die de Antarctische Plaat van de Zuid-Amerikaanse en Afrikaanse Platen scheidt. In de buurt van de evenaar wordt de Mid-Atlantische Rug in tweeën gedeeld door de Romanchegraben, een oost-west georiënteerde nauwe trog, die de zuidelijke van de noordelijke Atlantische Rug en Oceaan scheidt.
Bij de Mid-Atlantische Rug bewegen de platen uit elkaar met een snelheid van maximaal 2 cm/jaar, veel langzamer dan in de Grote Oceaan het geval is. Op de meeste plaatsen is dit veel minder. De positieve Eulerpool van de beweging tussen Afrika en Zuid-Amerika ligt op 62,5°N, 39,4°W, de hoeksnelheid van de beweging bedraagt 3,2 × 10−7 °/jaar. Tussen de Euraziatische en Noord-Amerikaanse platen is dit op 62,4°N, 135,8°O met een beweging van 2,2 × 10−7 °/jaar.

## Plaattektonische geschiedenis
De rug werd actief rond 200 Ma aan het begin van de Jura, als een rift tussen wat nu West-Afrika en Noord-Amerika zijn. Er ontstond een smalle oceaan tussen Noord-Amerika en Europa in het noorden (samen Laurazië genoemd) en Zuid-Amerika en Afrika in het zuiden (Gondwana). Pas in het Krijt opende zich de zuidelijke Atlantische Oceaan waardoor Afrika en Zuid-Amerika uit elkaar bewogen. Tegelijkertijd begon ook de noordelijke Atlantische Oceaan tussen Noord-Amerika en Europa te ontstaan.